# José Algueró
José Algueró Raga (* 28. September 1914 in Madrid; † 26. September 2000 ebenda) war ein spanischer Filmarchitekt und Maler.
Algueró besuchte das Jesuitenkolleg in Madrid und studierte an der Akademie der Schönen Künste. Mit seinem Vater gründete er die „Kunstindistriefabrik“ Algueró y hijo. Zwischen 1939 und 1951 arbeitete er als Assistent des Bildhauers Mariano Benlliure und war an der Entwicklung von Bauten und religiöser Kunst beteiligt. Als Innenarchitekt gestaltete er u. a. die Villa General Francisco Francos in Burgos. Ab 1951 war er beim Film tätig, wo er – zunächst als Assistent erfahrener Filmarchitekten wie Pierre Schildknecht, Antonio Simont und Gil Parrondo – eine erfolgreiche Karriere verfolgte, die ihn u. a. bei einigen in Almería gedrehten Eurowestern als Chef der Bauten sah.
In seinen späteren Jahren arbeitete er als Maler v. a. mit Wasserfarben und stellte u. a. in Santander, Segovia und seiner Geburts- und Sterbestadt Madrid aus.